# Sławęcice (województwo dolnośląskie)
Sławęcice – wieś w Polsce położona w województwie dolnośląskim, w powiecie górowskim, w gminie Góra.

## Podział administracyjny
W latach 1975–1998 miejscowość administracyjnie należała do województwa leszczyńskiego.

## Nazwa
Heinrich Adamy w swoim dziele o nazwach miejscowych na Śląsku wydanym w 1888 roku we Wrocławiu wymienianazwę miejscowości jako Slaventitz podając jej znaczenie "Beruhmter Leute Sitz" czyli po polsku "Siedziba sławnych ludzi". Nazwa została później fonetycznie zgermanizowana na Schlabitz i utraciła swoje pierwotne znaczenie.

## Zabytki
Do wojewódzkiego rejestru zabytków wpisany jest obiekt:
- kapliczka, na posesji nr 27, z końca XVIII wieku